# Markus Grössinger
Markus Grössinger (* 1. August 1989) ist ein österreichischer Fußballspieler. Der Mittelfeldspieler spielt beim österreichischen Bundesligaverein SV Ried.

## Sportliche Laufbahn
Grössinger begann seine Karriere in der Jugendmannschaft der Union Henndorf in Salzburg. In der Saison 2003/04 war er kurzfristig in der Jugendabteilung des SV Austria Salzburg, ehe er nach Henndorf am Wallersee zurückkehrte. 2007 wurde er dort in die erste Mannschaft geholt und absolvierte in der Salzburger Landesliga 1, 58 Spiele und erzielte dabei 14 Tore.
2010 speer zum TSV Neumarkt in die Regionalliga West, wo er sein Debüt unter Trainer Sebastian Bachleitner am 21. März 2010 feierte. Grössinger wurde gegen den USK Anif zur Halbzeit für den Austro-Türken Cem Emen eingewechselt das Spiel im Sportzentrum Anif wurde 0:4 verloren. In weiterer Folge der Saison kam der Mittelfeldspieler auf 14 Einsätze und erzielte zwei Tore. Daraufhin wurde er vom SV Grödig für die zweithöchste österreichische Spielklasse verpflichtet. Nach seinem Zweitligadebüt am 6. August 2010 gegen den SKN St. Pölten, als er in der 57. Minute für Michael Perlak eingewechselt wurde, kam er auf einen weiteren Einsatz.
2011 bis 2012 spielte er in die Regionalliga Mitte bei Union Vöcklamarkt, wo er sich durch gute Leistungen für die Bundesliga empfahl. Anfang der Saison 2012/13 wechselte Grössinger zur SV Ried. Sein erstes Spiel in der höchsten österreichischen Spielklasse machte er am 22. Juli 2012 gegen den FC Admira Wacker Mödling. Er wurde in der 85. Minute für Marco Meilinger eingewechselt. Die Wikinger gewannen 2:0 in der Maria Enzersdorfer Trenkwalder Arena. Sein erstes Bundesligator gelang ihm am 1. Dezember 2012 gegen den österreichischen Rekordmeister SK Rapid Wien, als er nach Vorbereitung von Jan-Marc Riegler den 3:4-Endstand im Auswärtsspiel herstellte. Weiters kam er zu seinen ersten Spielen auf europäischer Klubebene. Im Hinspiel der 3. Qualifikationsrunde der Europa League gegen den polnischen Vertreter Legia Warschau am 2. August 2012 spielte Grössinger von Beginn an und wurde in der 60. Minute gegen den Spanier Nacho ausgewechselt. Heinz Fuchsbichlers Mannschaft gewann 2:1, verlor aber das Rückspiel in Warschau 1:3 und schied somit aus dem Europapokal aus.